# النات (ویرجینیا)
النات، ویرجینیا (به انگلیسی: Allnut, Virginia) یک منطقهٔ مسکونی در ایالات متحده آمریکا است که در ویرجینیا واقع شده‌است.